# Pitcairnia alborubra
Pitcairnia alborubra är en gräsväxtart som beskrevs av John Gilbert Baker. Pitcairnia alborubra ingår i släktet Pitcairnia och familjen Bromeliaceae. Inga underarter finns listade i Catalogue of Life.